# Sharon Lavigne
Sharon Lavigne (Luisiana, mayo de 1950) es una maestra de educación especial jubilada estadounidense. Tiene una dilatada experiencia como activista por la justicia ambiental en Parroquia de St James, Luisiana, que se esfuerza en combatir los daños producidos por los complejos industriales en expansión en el área conocida como Cancer Alley. Ha sido galardonada con un premio medioambiental Goldman 2021.

## Biografía
Sharon Lavigne es una maestra jubilada que procede de la Parroquia de St James en Luisiana, afroamericana hija de activistas por los derechos civiles que lucharon contra la segregación racial en Estados Unidos. Su padre era agricultor de caña de azúcar en la zona y su madre ama de casa. Su familia participó en acciones por los derechos civiles en su ciudad durante el movimiento de derechos civiles. Es católica y feligresa de la iglesia católica St. James en St. James, Luisiana.

## Trayectoria
Sharon Lavigne se ha manifestado como líder y activista medioambiental en defensa de los derechos y la salud de sus conciudadanos frente a la industria petroquímica con una alta concentración en Saint James Parish, una zona situada entre Nueva Orleans y Baton Rouge, que reúne más de 200 plantas petroquímicas a lo largo de 130 km, por lo que es conocida como Cancer Alley' (“El callejón del cáncer”) por la elevada incidencia de la enfermedad en esa área.
En 2019, Sharon Lavigne organizó a la comunidad contra una nueva fábrica de Formosa Plastics Corp que pretendía instalarse en esta zona de Luisiana, aprovechando las buenas infraestructuras y el gas barato, lo que llevaría a un mayor desgaste medioambiental en la ya castigada zona de elevada concentración de partículas tóxicas. Sharon realizó visitas puerta a puerta a sus vecinos, invitó a personalidades y expertos a visitar y a participar en las reuniones para dar a conocer los peligros de este megaproyecto para a comunidad.

Personal especializado en derechos humanos y asociados a la ONU valoraron esta situación como una manifestación de “racismo medioambiental”, puesto que se trataba de establecer el complejo en una comunidad de población en un 91 % negra.

Sharon Lavigne opinaba que es una cuestión de justicia ambiental ligada a la equidad racial: “Vienen a las comunidades negras porque saben que aquí nadie levantará la voz”, dijo la activista en una entrevista con la BBC.

En diciembre de 2020, el proceso de construcción de la planta industrial se detuvo por sentencia judicial. Anteriormente había ayudado a detener un proyecto similar de Wanhua Chemical Group.   
Ha testificado ante el Congreso de USA y dirige una organización religiosa, RISE St. James, enfocada en prevenir la expansión y empeoramiento de la contaminación de las plantas petroquímicas en el área.
Lavigne también es colaboradora de Coalition Against Death Alley, un grupo regional de justicia ambiental. Asimismo ha sido demandante en White Hat v. Landry, un caso de justicia ambiental, que se centró en torno a los cambios en la ley de petróleo y gas de Luisiana.
Sharon Lavigne se ha movido y trabajado por la defender la herencia cultural de la comunidad afroamericana.

Al saberse ganadora del Premio Goldman, Sharon Lavigne comentó: 
“Estoy haciendo esto para salvar a nuestra comunidad. Hago esto para respirar aire limpio y beber agua limpia. No estaba buscando reconocimiento “, dijo Lavigne al Defensor de Nueva Orleans. “No tenía idea de que la gente pudiera ganar premios por esto”. 

## Premios y reconocimientos
Lavigne recibió el Premio Medioambiental Goldman en 2021, este premio está considerado como el premio Nobel de medioambiente.